# Ермаков, Борис Александрович
Борис Александрович Ермаков (1 марта 1934, Ленинград —- 25 февраля 1992, Ленинград) — советский учёный-физик и инженер-исследователь в области оптико-электронного приборостроения. Доктор технических наук (1977), профессор (1983).

## Биография
В 1958 году окончил Ленинградский институт точной механики и оптики (ЛИТМО). В том же году поступил в Государственный оптический институт (ГОИ), в котором постоянно работал до 1992 года. Заместитель директора ГОИ по научной работе в области специальных оптических приборов (1967—1981), первый заместитель директора (1981—1989), генеральный директор Всероссийского научного центра «ГОИ им. С. И. Вавилова» (1990—1992). Основные работы в области создания и внедрения в серийное производство космических оптико-электронных приборов ориентации, контроля и наблюдения, лазерных импульсных дальномеров на кристаллах рубина, неодимовом стекле, арсениде галлия и других активных средах. За участие в создании крупногабаритных (диаметром до 500 мм) линзовых фотообъективов для систем космического базирования Б. А. Ермаков в 1981 году удостоен Государственной премии СССР. Руководил созданием оптических систем на основе облегчённой и адаптивной оптики, а также наблюдательных, регистрирующих и других оптико-электронных систем высокой точности и дальности, работающих в условиях разного рода естественных и организованных помех (Ленинская премия в 1984 году). Координировал тесные связи ГОИ с оптическими заводами и КБ по созданию новой техники, лично руководил выполнением сложных комплексных проектов. Автор и соавтор 69 научных статей и изобретений.
Скоропостижно скончался в 1992 году после тяжёлой болезни.

## Награды и премии
- Орден Трудового Красного Знамени (1976)
- Орден «Знак Почёта» (1977)
- Государственная премия СССР (1981)
- Ленинская премия (1984)
- Орден Октябрьской Революции (1988)
- Медали.